# Megastigmus hilaris
Megastigmus hilaris är en stekelart som beskrevs av Girault 1929. Megastigmus hilaris ingår i släktet Megastigmus och familjen gallglanssteklar. Inga underarter finns listade i Catalogue of Life.